# Nyctimystes cheesmani
Nyctimystes cheesmani es una rana de árbol de la familia Pelodryadidae del suroeste de Papúa Nueva Guinea.
El macho adulto mide 4.8 a 5.7 cm de largo y la hembra 5.5 a 6.5 cm. Puede ser de color marrón claro a oscuro o verde-marrón.  Tiene ojos muy oscuros. El dorso es de color morado en algunas partes.  Tiene dientes en su mandíbula superior.
Los científicos encontraron esta rana en arroyos en bosques bastante abiertos en que el sol pasa a través de los árboles.
En 2020, la Comisión Internacional de Nomenclatura Zoológica consideró llamar la rana "cheesmanae" pero decidió no cambiarlo.